# 瑶里改编旧址
29°32′57″N 117°34′33″E / 29.54917°N 117.57583°E
瑶里改编旧址位于中国江西省景德镇市浮梁县瑶里镇瑶里村，包括宏毅祠、敬义堂、程家祠堂三处建筑。
1938年1月，陈毅在瑶里主持南方红军游击队改编（史称瑶里改编），并召开抗日动员誓师大会，随后率部前往皖南歙县岩寺镇与其他各省的红军游击队集结成立新四军。 
- 宏毅祠又名华仁寺，为红军游击队瑶里改编驻地旧址；
- 敬义堂是陈毅旧居，为新四军驻瑶里留守处；
- 瑶里程氏宗祠为瑶里各界群众抗日动员大会会议旧址。

- 瑶里全景
- 程氏宗祠和宏毅祠
- 敬义堂（陈毅旧居）
- 敬义堂（陈毅旧居）
- 宏毅祠
- 宏毅祠
- 程氏宗祠
- 程氏宗祠